# Амазарский хребет
Амаза́рский хребе́т — горный хребет в Забайкальском крае России, в междуречье pек Амазар и Большая Чичатка (на севере), а также Шилки и Амура (на юге).
Общая протяжённость хребта достигает 170 км, средняя ширина составляет 30—40 км. Преобладающие высоты — до 1000 м, максимальная — 1322 м. В рельефе хребта преобладают низко- и средневысотные горы с врезанными в них долинами рек и их притоков; в вершинной части в некоторых местах сохранились фрагменты древней поверхности выравнивания, скальные останцы, по склонам встречаются курумы. Основной тип ландшафта — горная тайга с марями и еланями.

## Топографические карты
- Лист карты N-50-XXIV. Масштаб: 1 : 200 000. Указать дату выпуска/состояния местности.